# Lomo de cerdo

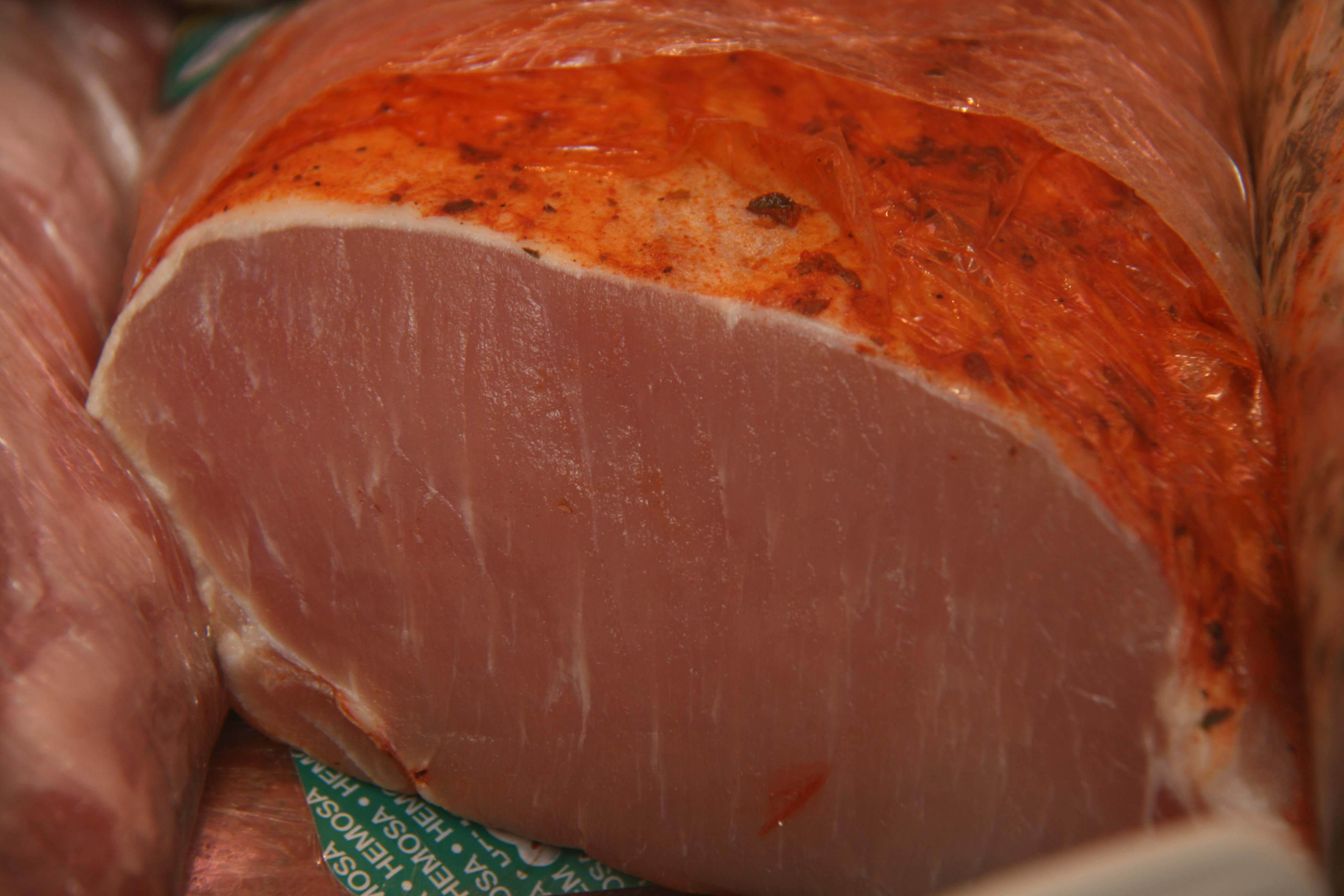
corte típico de un lomo en adobo.

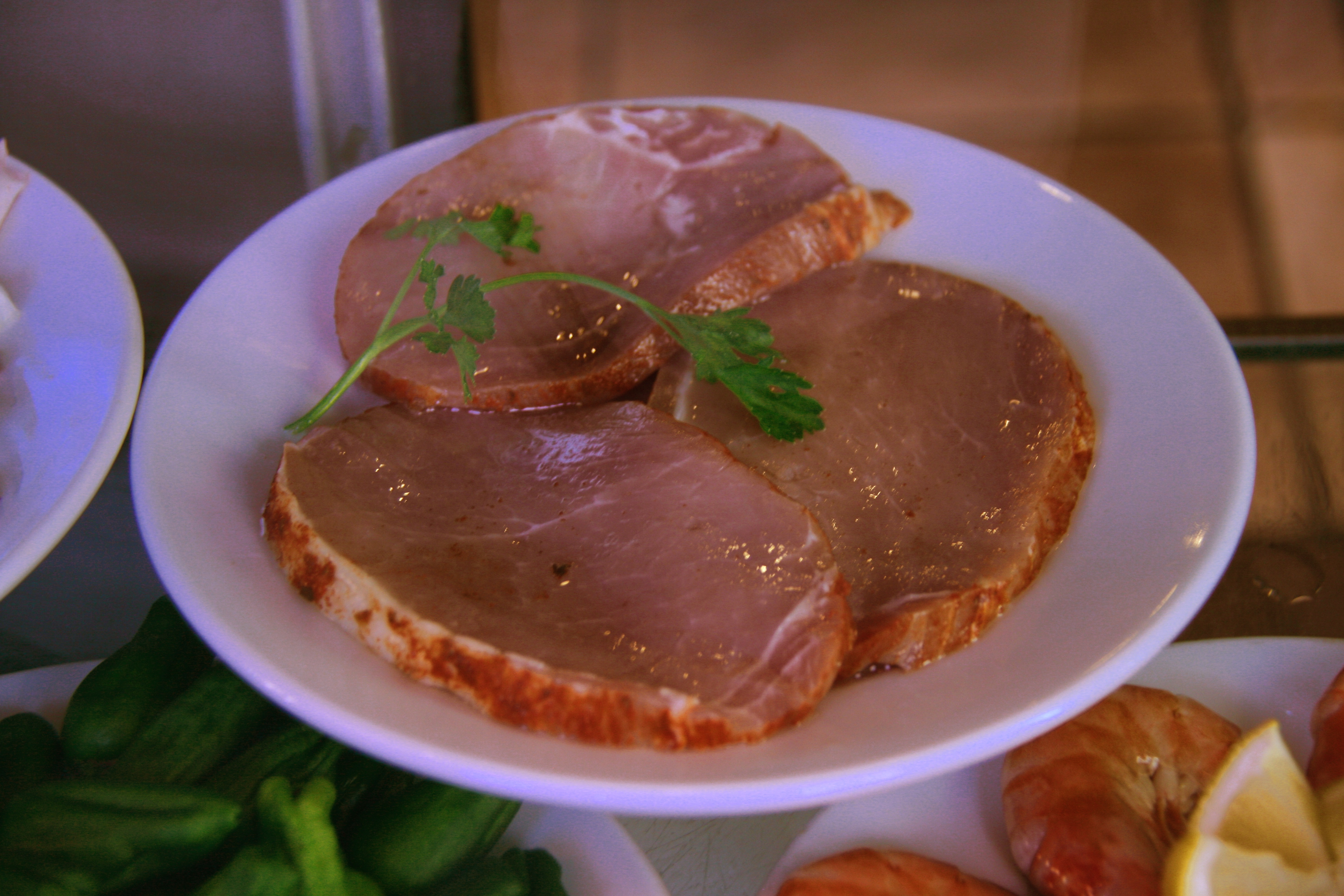
Filetes de lomo en crudo.

El lomo de cerdo es cada una de las dos piezas de la carne del cerdo que están junto al espinazo y bajo las costillas del animal. Suele tener una forma cilíndrica. Es frecuente encontrarlo secado al aire o preparado en adobo: lomo en adobo. En la cocina española es frecuente encontrarlo en forma de bocadillo pequeño en los que se denomina "montado de lomo". 

## Preparaciones culinarias

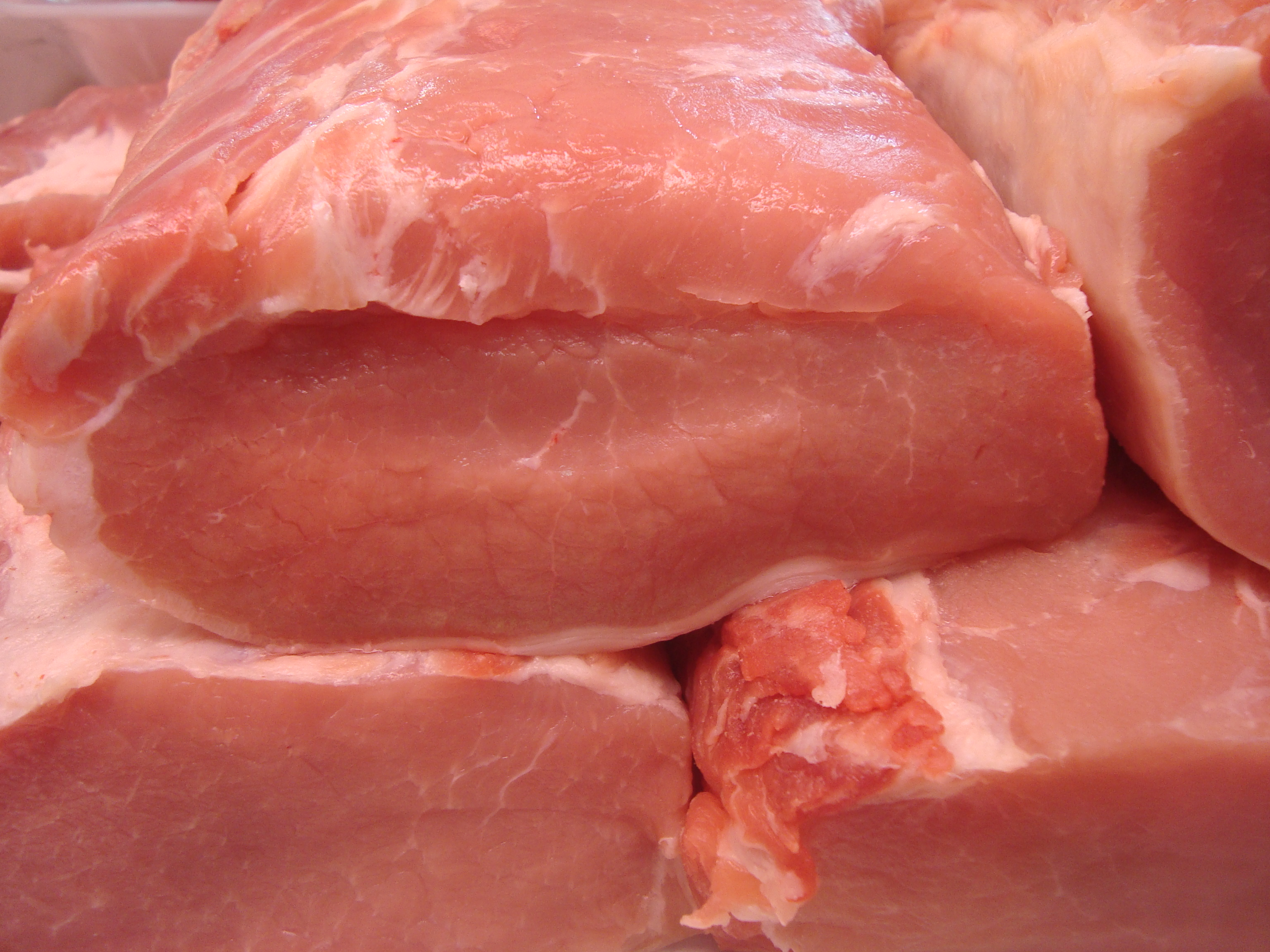
Cinta de lomo de cerdo, corte típico de lomo fresco.

Suele prepararse frito o a la plancha, es muy frecuente que esté acompañado de patatas fritas como guarnición. En España es muy frecuente el uso de los lomos en adobo y posteriormente son incluidos en los bocadillo (montado de lomo). En otras ocasiones se suele preparar relleno de verduras. 
Una de las preparaciones más habituales es embuchado, es decir seco al aire. El lomo embuchado se suele cortar en finas rodajas y servirse en tapas o en bocadillos.
Aunque tradicionalmente se consume más en embutido (lomo embuchado), en filetes también se puede consumir. En la sartén con ajitos, solo a la plancha o a la parrilla, en guisos como a la riojana…  Es el costillar sin hueso y pesa alrededor de 2 kg.
En Chile se suelen preparar sándwiches con el mismo que se hacen llamar de lomo (no confundir con el lomito de vacuno) de la misma forma como se haría el churrasco de vacuno.
En Venezuela, específicamente en el estado Lara se suele preparar el llamado lomo prensado, el cual consiste en una pieza de lomo de cerdo muy condimentada que se coloca en una prensa de madera por 24 horas y luego se saltea en aceite.